# باشگاه ورزشی الفتوه
باشگاه ورزشی الفتوه (عربی: نادی الفتوة الریاضی) یک باشگاه فوتبال سوری مستقر در دیرالزور سوریه است.

## تاریخچه
این باشگاه در سال ۱۹۳۰ با نام باشگاه غازی تأسیس شد و در سال ۱۹۵۰ به باشگاه ورزشی الفتوه تغییر نام داد.

## دستاوردها
- لیگ برتر فوتبال سوریه: ۲

قهرمان: ۱۹۹۰، ۱۹۹۱
- جام سوریه: ۴

برنده: ۱۹۸۸، ۱۹۸۹، ۱۹۹۰، ۱۹۹۱

## عملکرد در مسابقات ای‌اف‌سی
- لیگ قهرمانان آسیا: ۱ حضور

جام باشگاه‌های آسیا ۸۹–۱۹۸۸: مرحلهٔ مقدماتی